# イギリス連邦占領軍

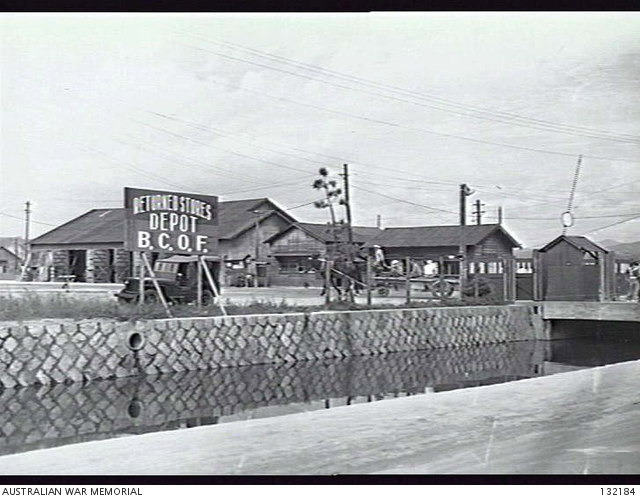
旧大日本帝国陸軍被服支廠海田市倉庫（現：海田市駐屯地）のイギリス連邦占領軍駐屯地

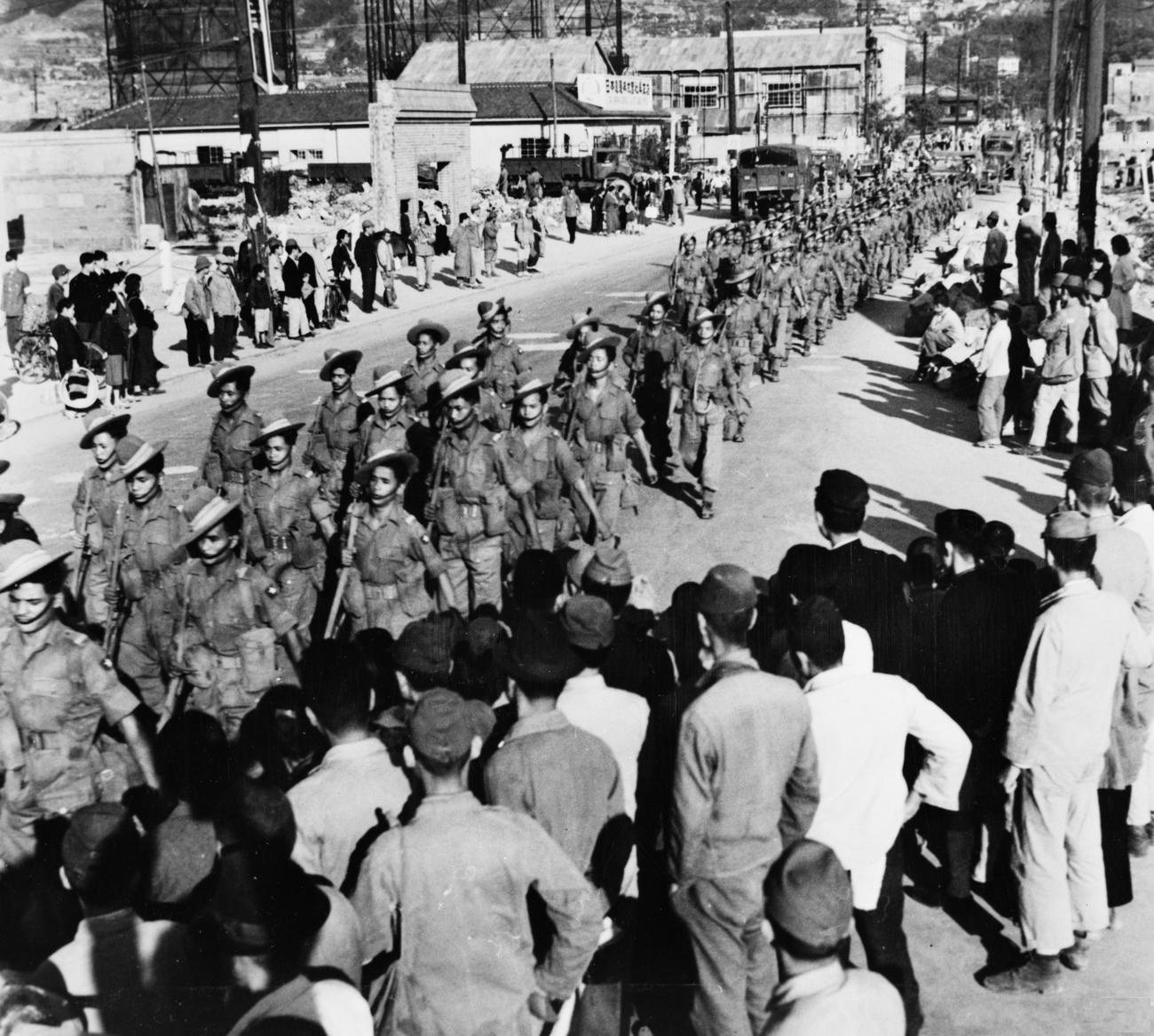
呉市内を行進するイギリス王立グルカ連隊（1946年）

イギリス連邦占領軍（イギリスれんぽうせんりょうぐん、英: British Commonwealth Occupation Force, BCOF, ビーコフ）は、第二次世界大戦後の1946年（昭和21年）から1952年（昭和27年）まで、大戦における日本の敗戦に伴い、日本を占領するために駐留したイギリス軍、オーストラリア軍、ニュージーランド軍、イギリス領インド軍からなるイギリス連邦の占領軍を指す。

## 歴史

### 進駐のいきさつ

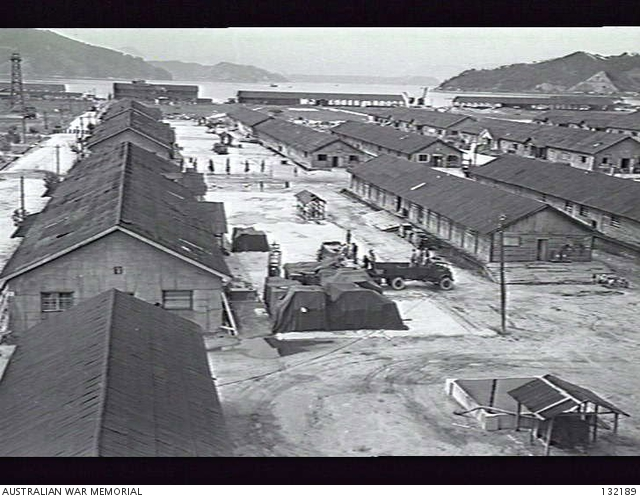
広島市内の駐屯地

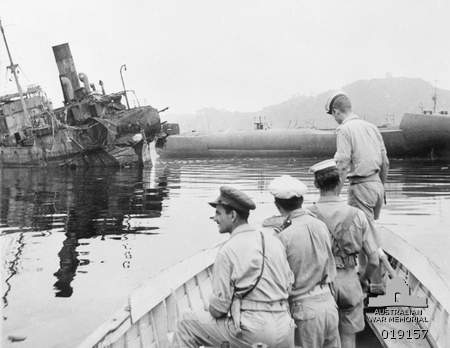
神奈川県の横須賀基地内を調査するオーストラリア兵士（1945年）

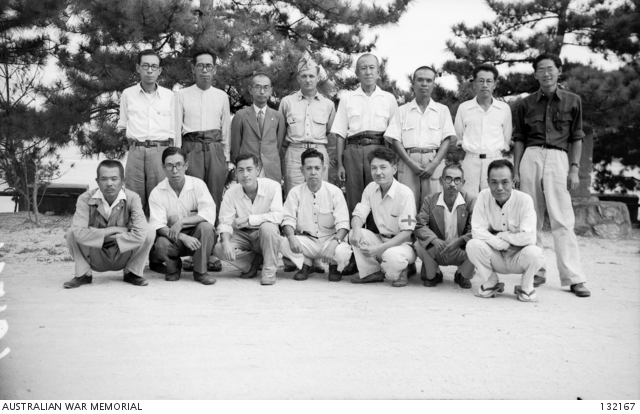
アメリカ軍将校と兵器の処分のため雇われた日本人（1946年）

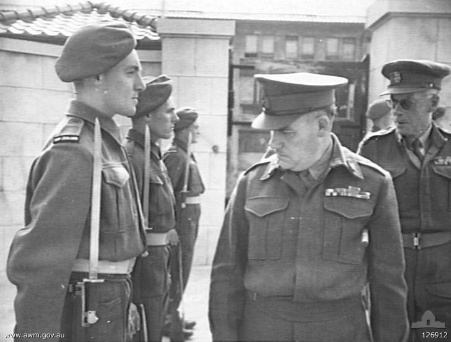
閲兵するジョン・ノースコット陸軍中将（オーストラリア、1946年）

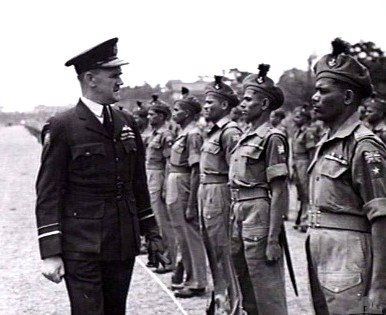
帰国前の英領インド軍部隊を皇居前広場で閲兵するフランク・ブレディンオーストラリア空軍元帥（1947年）

イギリスは第二次世界大戦では連合国の一員として戦勝国となったものの、マレー半島一帯やビルマ、香港やインドの一部など東南アジア一帯の植民地が日本軍の占領下に置かれた上に、本土もドイツ空軍の空襲などのために荒廃したため、1945年8月末より少数のイギリス軍およびオーストラリア軍部隊を東京と横須賀に駐屯させたものの、すぐに日本占領のためのまとまった部隊を送ることができなかった。
しかし、イギリス連邦軍の駐屯ができない場合、友好国のアメリカやフランスのみならず、中華民国やソビエト連邦が、日本占領の利権を狙う恐れがあった。
このためクレメント・アトリー首相は、連合国軍最高司令官総司令部英国連絡事務所長のチャールズ・ガートナーとセシル・バウチャーらに命じ、英連邦在豪統合参謀本部の元で急遽イギリス連邦構成国のオーストラリア軍やニュージーランド軍、イギリス領インド帝国に駐留するイギリス陸海空軍を中心に「イギリス連邦占領軍」を組織した。
しかし連合国軍最高司令官総司令部が指定した担当地域が派遣軍の規模からして狭い広島県に限定されたことから、その後やり取りした結果、イギリス連邦軍は中国・四国地方をメインに、東京都と神奈川県などの首都圏を補助的に占領任務を行うことが決まった。

### 進駐開始
1945年11月には、イギリス連邦軍は現在の東京都目黒区内にある英連邦軍東京分区本部 (Headquarters, British Commonwealth Sub Area Tokyo) を設置。1946年2月に連邦軍部隊の日本進駐を開始し、直ちに中国・四国地方の占領任務をアメリカ軍から引き継いだ。

### 司令部
1945年11月に英連邦軍東京分区本部に指令本部を置いた。現在の防衛省目黒地区で、イギリス軍とオーストラリア軍が中心に駐留し「エビスキャンプ」と呼ばれた。
その後司令部は呉市の旧呉鎮守府司令長官官舎（現：入船山記念館）に置かれ、空軍部隊は岩国基地や防府南基地などに駐屯地を設けた。他にも武器補給部隊などが、原爆投下による被害がなかった安芸郡海田市町（現海田町）の旧大日本帝国陸軍被服支廠海田市倉庫（現：海田市駐屯地）に置かれた。

### 任務
主に中国・四国地方の日本の陸海軍の武装解除や廃棄兵器の処分、闇市の取り締まりや朝鮮人の不法入国取締りなどの治安維持にあたり、民間行政は日本政府およびアメリカ軍が担当した。
また、横浜や横須賀、千葉県など首都圏での武装解除や廃棄兵器の処分、イギリス連邦軍に対する「一宮町事件」や捕虜虐待などの、日本軍による戦争犯罪の捜査も行った。

### 兵力
中国・四国地方、および東京、横浜、横須賀、神戸など各拠点に最も多い時には兵力は約4万名に達した。これは当時日本各地に駐留していた占領軍としては2番目に大きい兵員数で、最大の陣容であったアメリカ占領軍の兵力の25%に相当する。
また、連合国軍最高司令官総司令部が置かれていた東京や横浜、横須賀にも相当の兵力と、戦前より日本の主要な貿易港として、P&Oや香港上海銀行など多くのイギリス企業の支店が置かれていた神戸市にも相当数の部隊が駐屯した。
なお、武装解除や廃棄兵器の処分のため、専門知識を持つ元日本軍人や民間人も雇われたほか、病院やリクリエーション施設、酒保などにも相当数の元日本軍人や民間人が雇われた。

### 任務縮小
イギリス連邦占領軍は、1946年末までに初期の任務としていた日本の陸海軍の武装解除をほぼ終了し、その後は上記のように占領担当地域内の治安維持が主な任務となったが、日本の警察機構が戦後も十分に機能したことや、マレーやインドなど各植民地の独立運動が激しさを増し、さらにイギリス本土も疲弊していたこともあり、不要になった部隊を1946年末から移転させた。
イギリス陸軍および、イギリス領インド陸軍は1947年に帰国し、1948年にはニュージーランド陸軍が帰国するなどその規模は大幅に縮小され、それ以降は残ったイギリス海空軍とオーストラリア陸空軍がその中心となった。

### 終了
1950年6月25日の朝鮮戦争勃発時にはイギリスの陸軍および海軍の大部隊が日本に戻り、日本国内のイギリス連邦占領軍基地が、朝鮮半島で参戦したイギリス連邦軍の後方基地となっている。
1952年に日本国との平和条約が締結されるとイギリス連邦諸国の日本の占領任務は終了し、部隊は帰国、1955年に解散した。

## 年表
- 1945年8月15日：日本が降伏。
- 1945年9月2日：日本とイギリス連邦諸国が降伏文書に調印。
- 1945年11月：イギリス連邦軍東京分区本部を設置（東京都目黒区）。
- 1946年2月：イギリス連邦軍在豪統合参謀本部の元でイギリス軍が日本進駐を開始。その他オーストラリア軍やニュージーランド軍、イギリス領インド帝国を中心に組織。中国・四国地方の占領任務をアメリカ軍から引き継ぐ。
- 1946年7月：イギリス連邦占領軍専用の休暇列車「BCOF train」運行開始（東京駅-呉駅）。
- 1946年12月：イギリス軍が部分撤退開始。
- 1947年：イギリス領インド陸軍がインド独立に伴い撤退。
- 1947年12月：カンタス航空が防府南基地に乗り入れ開始。
- 1948年3月：英国海外航空が岩国基地に乗り入れ開始。
- 1948年4月：カンタス航空が岩国基地に乗り入れ先変更。
- 1948年8月：ニュージーランド陸軍撤退。残るはイギリス軍とオーストラリア軍となる。
- 1948年10月：カンタス航空が岩国基地から延長し東京国際空港に乗り入れ開始。
- 1948年11月：英国海外航空が岩国基地から延長し横浜港に乗り入れ開始。
- 1949年8月：英国海外航空が横浜港に代わり東京国際空港にカナデアC-4アーゴノートで乗り入れ開始。
- 1952年：日本国との平和条約が締結され日本の占領任務が終了。イギリス軍とオーストラリア軍は日本との協定により岩国基地に駐留。
- 1955年：解散。
- 1956年：日本との協定により岩国基地に駐留していたイギリス軍とオーストラリア軍が撤退。カンタス航空が岩国基地への乗り入れから撤退。

## 構成

### イギリス連邦軍

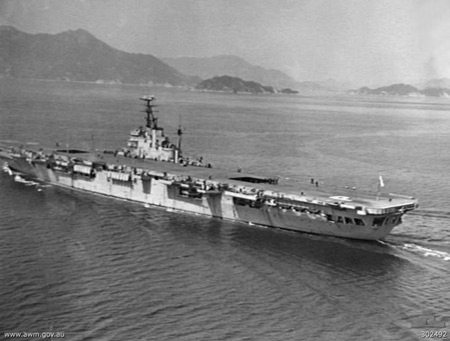
瀬戸内海を航行するイギリス海軍の「HMSトライアンフ」（1950年頃）

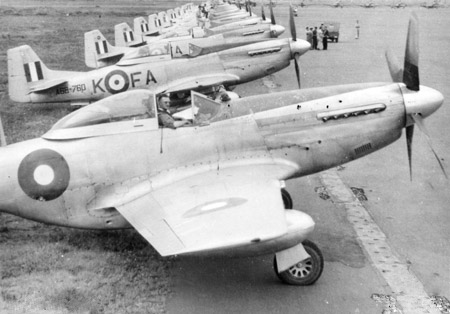
岩国基地に駐機するオーストラリア空軍第82飛行隊のCAC マスタング（1947年）

イギリス軍とオーストラリア軍、ニュージーランド軍とイギリス領インド軍は中国・四国地方、および東京、横浜、横須賀、神戸などに最も多い時には総勢4万人の部隊が進駐した。
しかし在極東イギリス軍は、マレー半島（海峡植民地のシンガポールを含む）や香港、ビルマなどの主権回復と、インドを含む東方植民地の独立運動の抑制に多数の兵力を廻さねばならず、さらにイギリス本土も疲弊していたこともあり、遠方にある日本への大量の出兵は当初ままならず、その結果イギリス連邦占領軍の主力は日本の近くに位置するオーストラリア軍、それを補佐するニュージーランド軍とイギリス領インド軍となった。

### 陸軍
陸軍は、オーストラリア第34歩兵旅団を主力として海田市駐屯地をはじめ広島県内の各所に駐屯し、ニュージーランド軍やイギリス領インド軍も多くを占めた。またイギリス軍グルカ旅団も駐屯した。

### 海軍
海軍は呉軍港を拠点に、1945年以降に他の連合国軍艦艇とともに日本近海で作戦行動を行っていた、イギリス軍とオーストラリア軍がその多くを占めることになった。また、戦後シンガポールに戻った東洋艦隊の一部が呉に置かれ、「トライアンフ」や「シーシュース」などの空母ほか駆逐艦、軽巡洋艦が呉から朝鮮戦争に出撃している。

### 空軍
空軍は、岩国基地と防府南基地、美保飛行場などにオーストラリア空軍のスピットファイアやF-51D マスタングなどの戦闘機や、C-47輸送機が配備されたほか、イギリス空軍の最新鋭のジェット戦闘機であるミーティアも配備されていた。これらの多くが朝鮮戦争時には金浦基地などに展開されている。

## 兵站
中国・四国地方に基地ならびに駐屯地を接収した後、それぞれに運動場や映画館、プール、酒保、病院、歯科医、講堂などが設けられたほか、駐屯地近辺の屋敷などが接収され将官クラスの家にあてがわれた。
連合国軍最高司令官総司令部は、食料品は自国分は全て自らで用意するようにし、イギリス連邦占領軍もそれに倣い、主にオーストラリアからの輸入品に頼った。

## 交通

### 鉄道

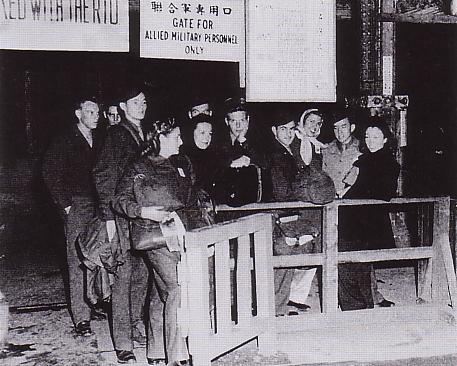
東京駅にあった連合軍専用出入口

連合国軍間の兵站および連絡業務の拡充を目的に、連合軍専用列車の「Allied Limited」と「Dixie Limited」が、1946年3月25日より、それまでの山陽本線経由から呉線経由に、三原駅 - 海田市駅間の運行経路を改めて運行を開始した。さらにその後7月6日より東京駅 - 呉駅間に、イギリス連邦占領軍専用の休暇列車として「BCOF train」が運行された。
その後進駐規模の拡大に合わせて、1947年2月3日より京都駅 - 呉駅間に、同年5月25日より伊東駅 - 呉駅間、11月3日より呉駅 - 別府駅にも「BCOF train」が運行された。
しかし1948年以降は、進駐規模の縮小や鉄道輸送の回復を受けて運行規模が縮小され、1950年10月1日までにすべて廃止された。これ以降は通常の列車にイギリス連邦占領軍専用の客車を連結する形がとられた。

### 航空

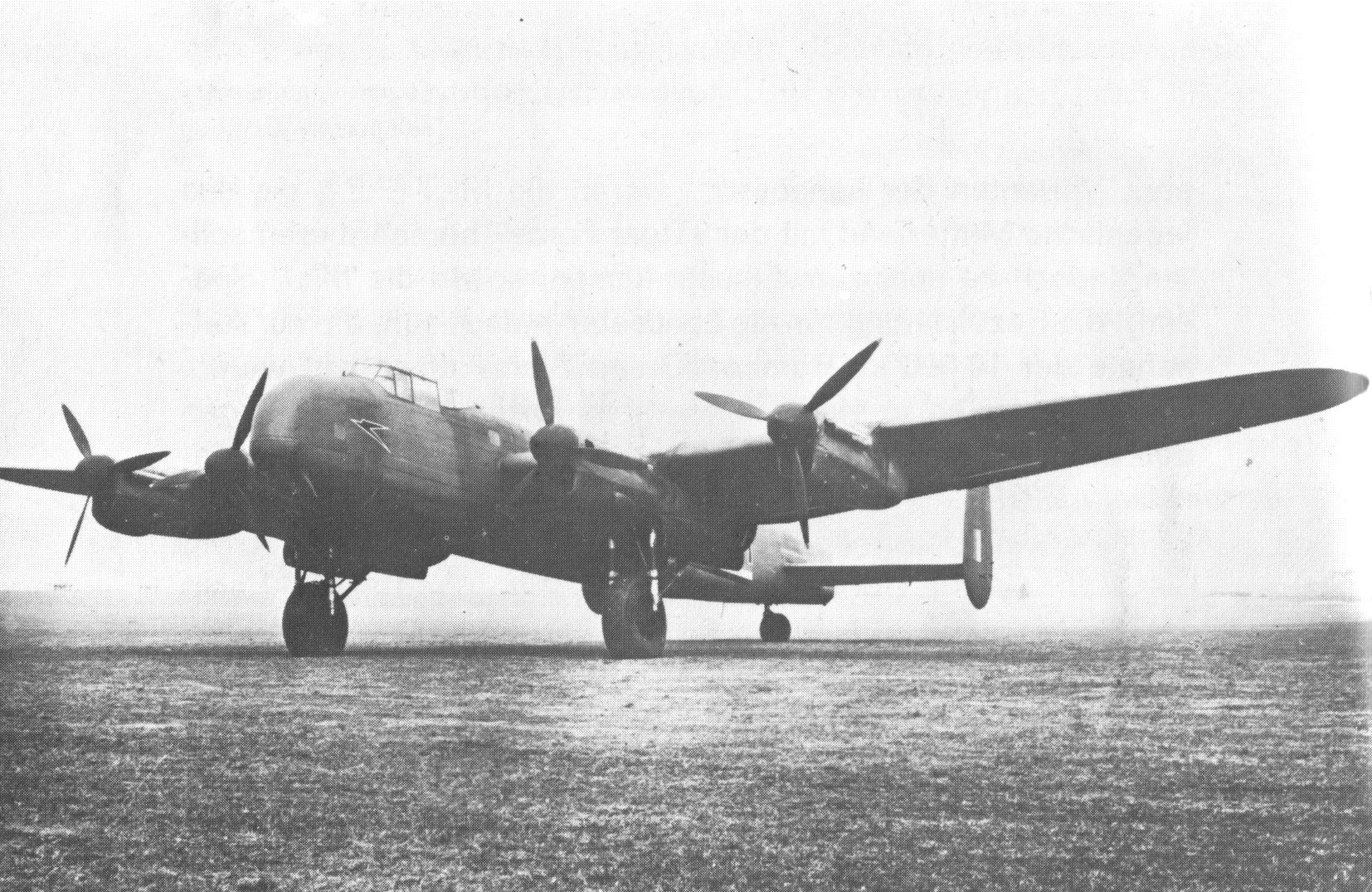
アブロ・ランカストリアン

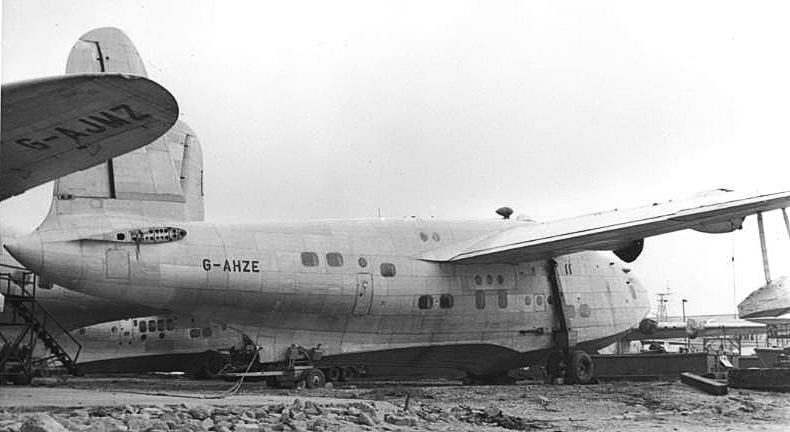
英国海外航空のショート・サンドリンガム

1947年12月18日にカンタス航空が、「アブロ ランカストリアン」でシドニーからダーウィンとマニラを経由して山口県防府南基地に、1948年3月19日には英国海外航空(現ブリティッシュ・エアウェイズ)が、「ショート・サンドリンガム プリマス」飛行艇で、イギリスのプールと香港を結ぶ路線を延長し、岩国基地にイギリス連邦占領軍への兵站および連絡業務を目的に定期乗り入れを開始した。
なお、英国海外航空が岩国基地を最初の定期乗り入れ地にした理由の一つに、1946年3月に、イギリス連邦占領軍のセシル・バウチャー少将が、同社便の東京国際空港沖への乗り入れを連合国軍最高司令部のダグラス・マッカーサー最高司令官に求めたが、拒否されたという背景があった。
この理由については、飛行艇の離着陸のための広大な範囲を東京湾に確保することを嫌がったとも言われ定かではないが、その後英国海外航空は1948年11月に横浜港に、さらに翌8月には東京国際空港への乗り入れが許可されている。カンタス航空も1948年4月に岩国基地に、10月に東京国際空港に最終目的地を変更している。カンタス航空は1956年まで岩国基地に乗り入れた。
なお英国海外航空は東京国際空港乗り入れ時に、カンタス航空便は1950年より民間にも開放され、現在も両社は東京国際空港と関西国際空港に乗り入れを継続している。

## 戦争花嫁
イギリス連邦占領軍は人種差別の観点から日本人女性との交際禁止策を取っていたため、将兵は恋愛感情があろうとも日本女性との結婚許可を取ることはできず、これに違反して子供が生まれたことが見つかった場合は、強制的に家族から離されることになった。1952年にこの禁止令は解かれ、何百人もの戦争花嫁がオーストラリアやイギリスに向かったが、これによる悲劇が多数起きたと報告された。

## 英連邦朝鮮派遣軍
日本の占領任務は終了したものの、朝鮮戦争が継続中であったために、日本におけるイギリス連邦占領軍は、国連軍の一員として英連邦朝鮮派遣軍（British Commonwealth Forces Korea, BCFK）に改編され、日本との協定により引き続き1956年1月まで日本に駐留した。その際、音楽を通じた交流や学校の運動会への参加など、占領期に比べてますます市民との親善を深めるようになった。

## その他
- 将官の住宅などは、他の連合国軍同様に、基地内のほか基地周辺にある洋風の邸宅などを接収して使用した。
- 日刊紙「British Commonwealth Occupation News」が、1946年4月から1950年4月まで発行された[11]。
- 雑用係として雇用された日本人が出入りしていたが、終戦後に進駐軍の基地で荷物運びのアルバイトをしていた西村京太郎は、アメリカ兵はチョコレートなどをくれるなど親切だったが、イギリス軍の基地では何もくれなかったと回想している[12]。
- イギリス軍やイギリス連邦軍とアメリカ軍間の日本における利益確保をめぐるいきさつがあったとされる。またアメリカ軍が中心となった連合国軍最高司令官総司令部 (GHQ) が、イギリス連邦占領軍に対して様々な情報の伝達を制限したことによる軋轢があったと報告されている[13]。
- 死者は英連邦戦死者墓地に葬られ、のちに日本との協定により横浜市に置かれた。日本国政府より英連邦戦死者墓地委員会に対し無償かつ自動更新（30年期限）で使用を許可している。
- ニュージーランド駐留軍とオーストラリア駐留軍とが、1948年（昭和23年）5月15日に花園ラグビー場で、24日に東京ラグビー場（後の秩父宮ラグビー場）でラグビーの試合を行った[14]。